# Paramoti
Paramoti é um município brasileiro do estado do Ceará. Sua população foi estimada em 2020 pelo Instituto Brasileiro de Geografia e Estatística (IBGE) em 12 252 habitantes.
Seu nome se origina do tupi e significa rio seco ou rio que se estreita. A hospitalidade e a forma pacífica de convivência são características marcantes do seu povo, o que lhe proporcionou o título de “Cidade da Paz”.